# 加藤圭
加藤圭（日语：／ Katō kei，1994年5月16日—），日本寫真偶像。於大分县出身。

## 生平
加藤圭在出道成為寫真偶像之前，曾就讀於短期大学，畢業後去了夏威夷，在那留學1年後回到日本，於东京任職酒店業。不過她很快就辭職。之後去了學習美容。2017年9月，她於「2018年Miss Flash試鏡比賽」中入圍決賽。同年以藝能人的身份開始活動。接着加入了偶像組合「GracoRex」，以組合成員的身份活動。其後畢業，改以寫真偶像的身份活動。寫真出道作為2018年10月開售的《我愛Keipon》（I Love けいぽん）。
在2019年至2020年期間，她先後發表了《來做壞事吧？》（いけないことしちゃう？）、《#加藤圭》（#カトウケイ）、《禁忌》（TABOO）等寫真作品。她在2019年5月發表的《來做壞事吧？》飾演女高中生，並以身穿校園泳裝的樣子出鏡。接著在9月發表《#加藤圭》一作。這部作品在山梨县取景，收錄了加藤的泳衣裝扮。2020年11月，她的寫真DVD《禁忌》公開，它在開售後隨即使之登上DMM月間排行榜首位。新聞網站Sirabee指出，它「引發了一輪熱話」，邁那比新聞（マイナビニュース）則形容它為「過激」的作品。
踏入2021年，加藤亦繼續推出寫真作品。5月，她的寫真DVD《主人與女僕》（ご主人さまとメイドさん）面世，於當中飾演觀眾的女僕。這部作品亦加入了綁縛的元素。10月19日，她在《變態》（HENTAI）一作中扮演办公室女职员。邁那比新聞在開售後評論道，這部作品十分「令人興奮」。次月她出席了《變態》的發售紀念活動。

## 外部連結
- 加藤圭的X（前Twitter）（日語）
- 加藤圭的Instagram帳戶（日語）
- 加藤圭的YouTube頻道 （页面存档备份，存于）（日語）